# Flisa

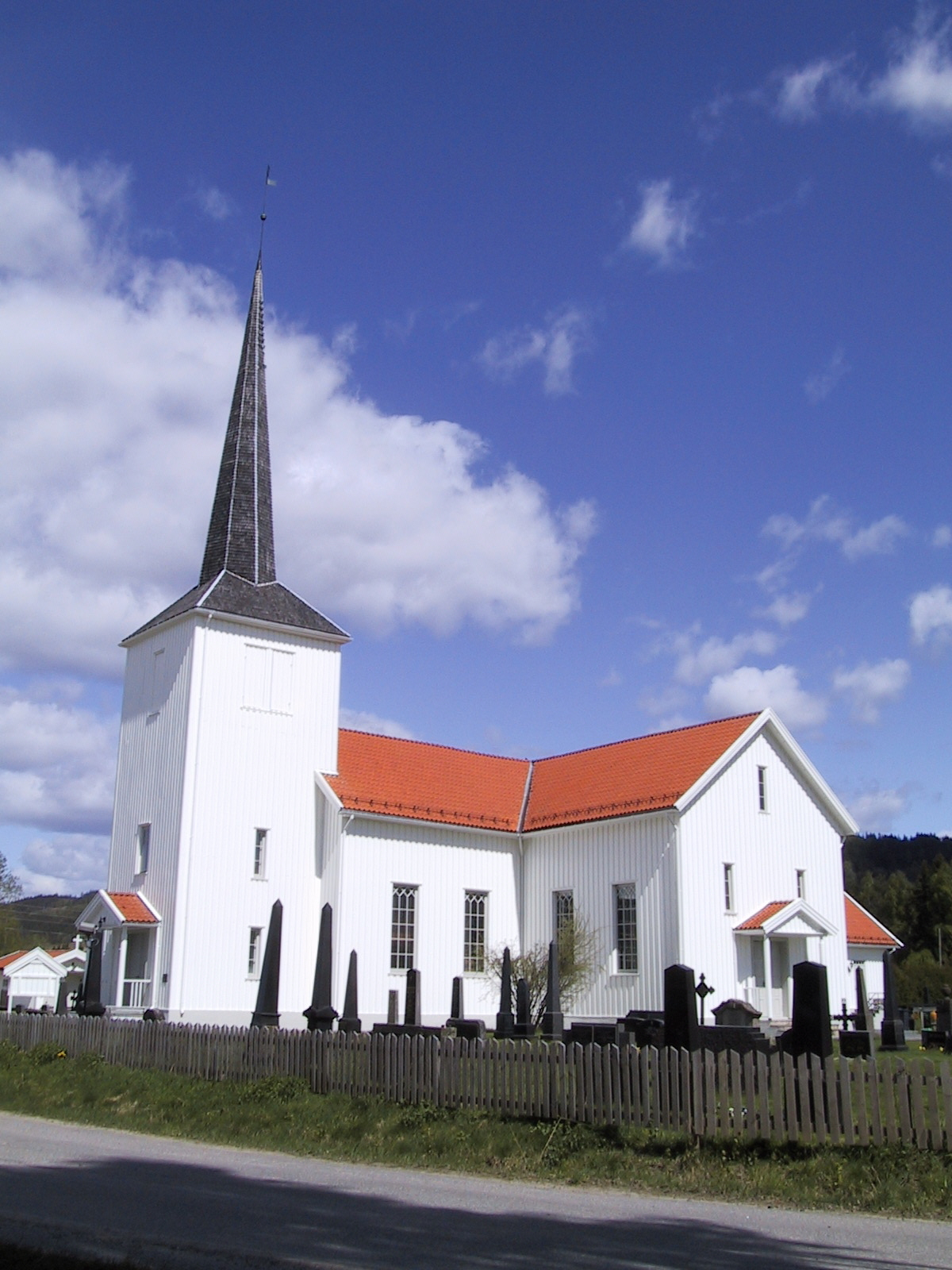
Åsnes Kirche

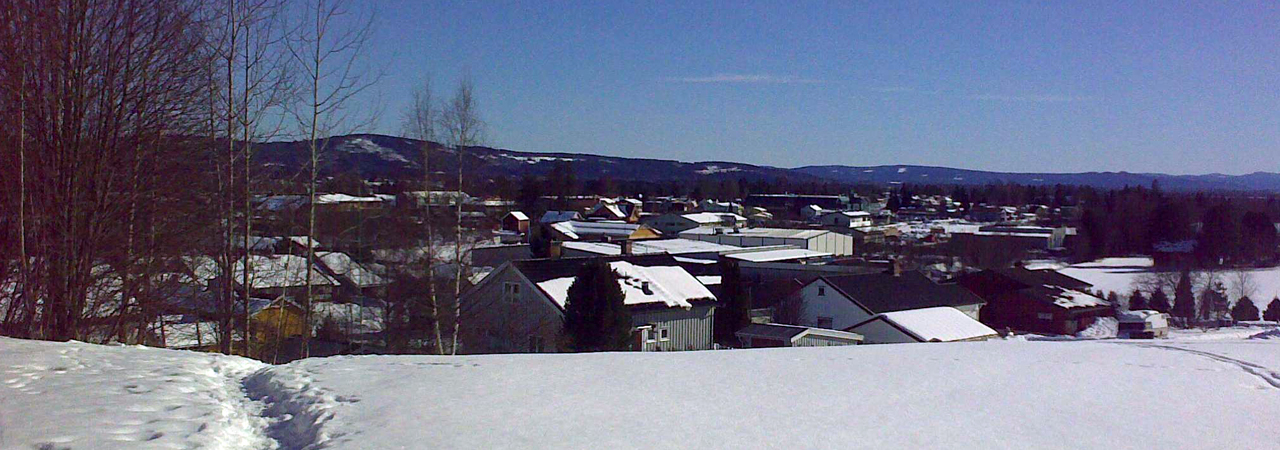
Panorama der Stadt, März 2009

Flisa ist ein Ort in der Kommune Åsnes in der Provinz (Fylke) Innlandet in Norwegen mit 1771 Einwohnern (Stand: 1. Januar 2024).

## Lage
Flisa ist das Verwaltungszentrum der Gemeinde Åsnes, in der ca. 8000 Einwohner auf einer Fläche von 1041 km² leben. Die Stadt befindet sich zwischen den Städten Elverum und Kongsvinger, etwa 30 Kilometer westlich der schwedischen Grenze, an der Mündung des gleichnamigen Flusses in die Glomma.

## Sehenswürdigkeiten
- Die Flisa bru ist eine der größten Holzbrücken der Welt.
- Die Kirche Åsnes von 1744 westlich der Stadt.

## Persönlichkeiten
- Benjamin Faraas (* 2005), Fußballspieler

## Verkehr
Mit der Bahnstrecke Elverum–Kongsvinger erhielt der Ort 1893 einen Bahnanschluss. Der Personenhalt wurde 1994 aufgelöst.